# ياسر الشمري
ياسر عبد الله الشمري (مواليد 22 يونيو 2004) هو لاعب كرة قدم سعودي يلعب في نادي الوصل إماراتي كلاعب مقيم.

## مسيرة اللاعب
لعب في الفئات السنية في نادي الشباب السعودي و انتقل إلى نادي الوصل الإماراتي في صيف 2024.